# Lumen Technologies
Lumen Technologies, bis September 2020 CenturyLink, ist ein amerikanisches Telekommunikationsunternehmen mit Sitz in Monroe, Louisiana. Lumen Technologies hatte zum Jahresende 2015 6 Millionen Kunden. Seit 2022 wird das Unternehmen von Kate Johnson geleitet.

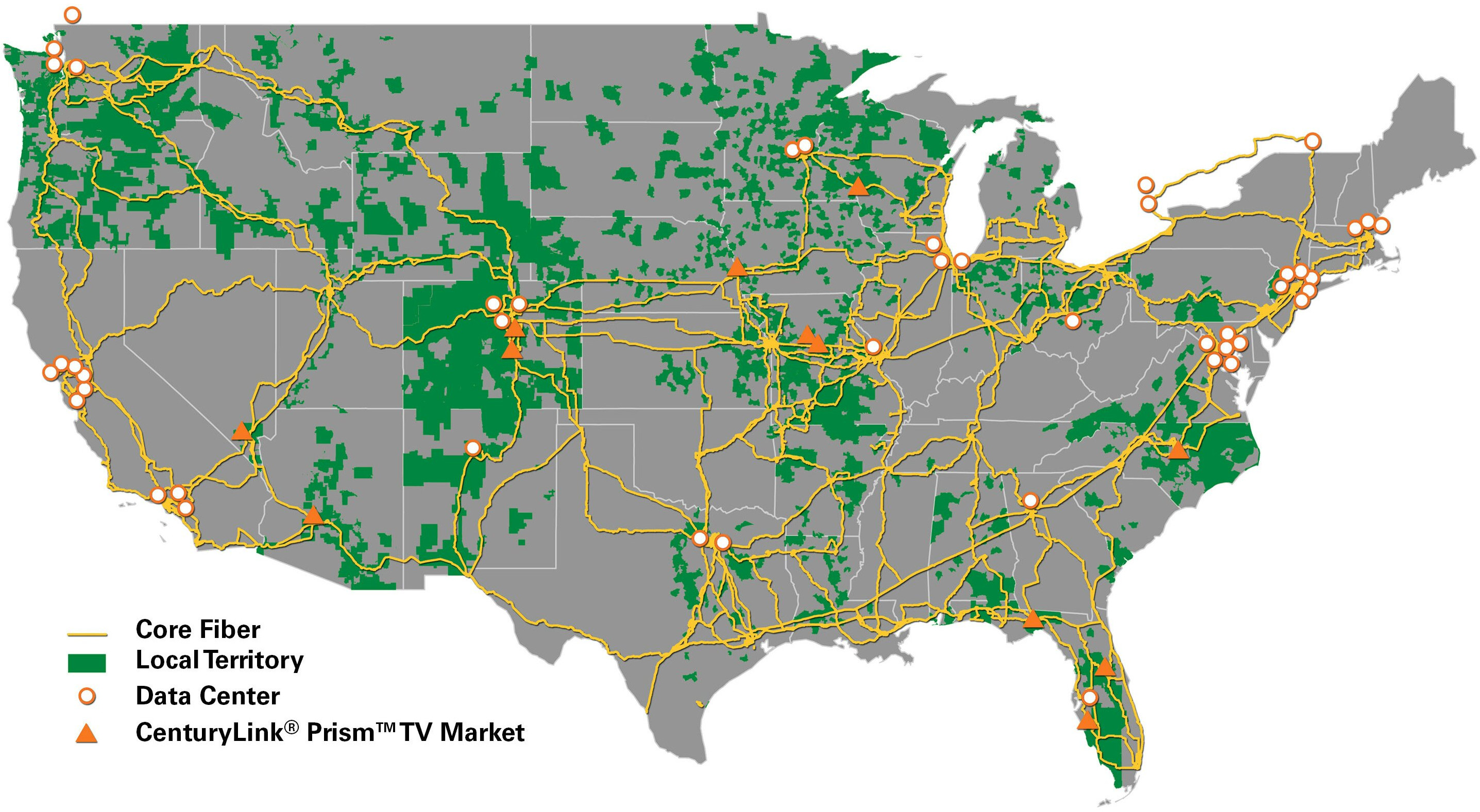
CenturyLink U.S. Footprint

## Geschichte
Lumen Technologies geht auf 1968 inkorporierte Central Telephone and Electronics zurück. Diese wurde 1971 in Century Telephone Enterprises umbenannt und ging 1978 an die Börse. Nach der Übernahme von Embarq im Jahr 2009 wurde der Name CenturyLink angenommen. 2011 wurden Qwest und Savvis übernommen.
Ende Oktober 2016 gab das Unternehmen bekannt, Level 3 Communications für 25 Milliarden US-Dollar übernehmen zu wollen. Die Übernahme wurde im November 2017 abgeschlossen. Im September 2020 änderte CenturyLink seinen Namen zu Lumen Technologies.

## Sonstiges
Lumen Technologies ist Namenssponsor des Stadions des NFL-Teams Seattle Seahawks, dem Lumen Field.